# Palais Trautson

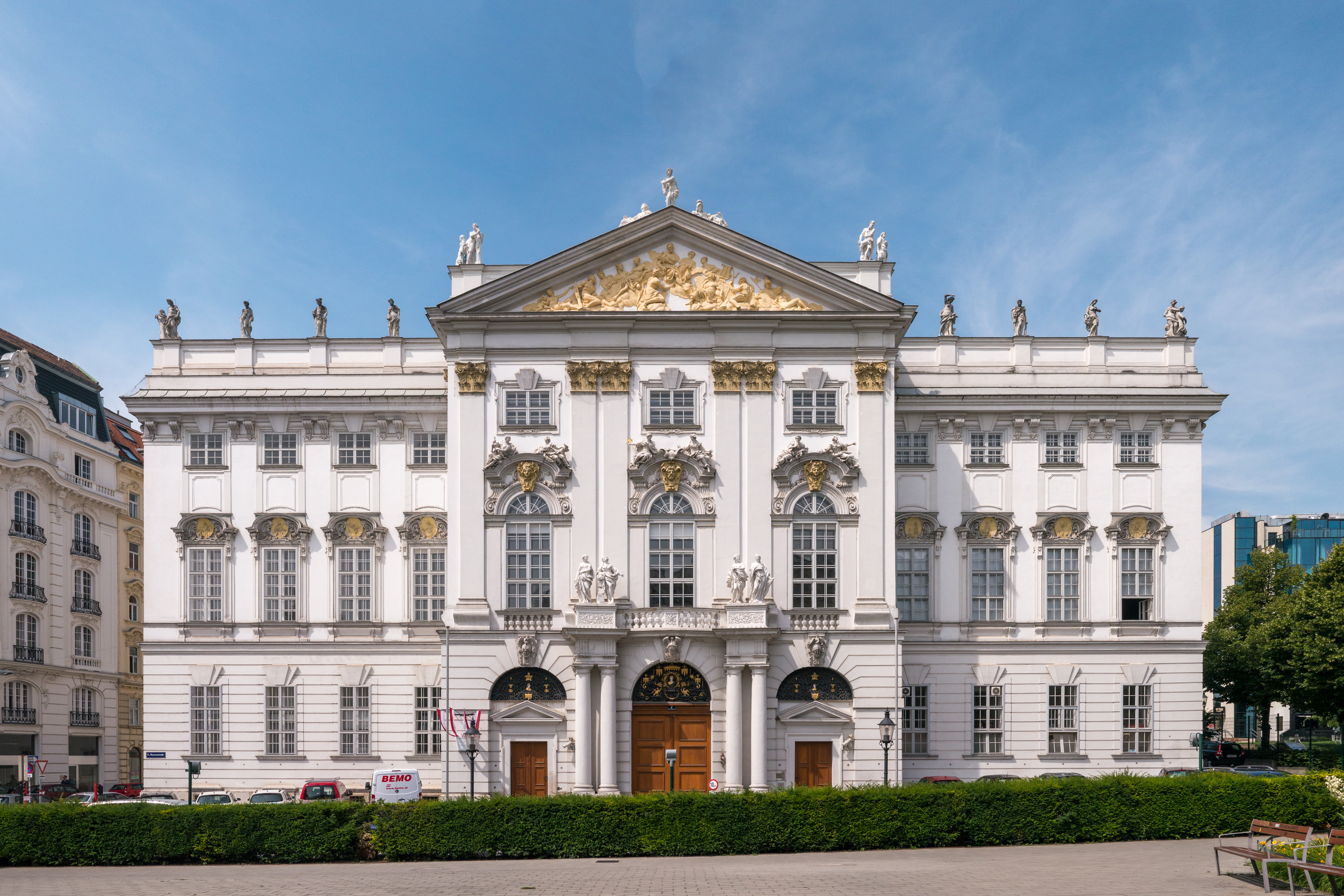
Das Palais Trautson, Sitz des Justizministeriums

Das Palais Trautson ist ein Palais im 7. Wiener Gemeindebezirk Neubau an der Museumstraße 7. Es ist Sitz des österreichischen Justizministeriums.

## Geschichte
Der Grund in der Vorstadt Sankt Ulrich, auf dem sich das Palais befindet, gehörte ab 1657 der Gräfin Maria Margareta Trautson. Auf einem Teil stand ein Haus, der Rest waren Weingärten oder unbebaut. Im Zuge der Bauwelle nach der Zweiten Wiener Türkenbelagerung ließ der Reichshofrat und Oberkämmerer Johann Leopold Donat Graf Trautson (der spätere 1. Fürst Trautson) 1712 hier ein Palais errichten, das zu den wichtigsten barocken Bauwerken Wiens zählt. Sein Vorbild war das Amsterdamer Stadthaus.
Baumeister war Christian Alexander Oedtl; er baute nach den Plänen von Johann Bernhard Fischer von Erlach.
Das Palais war Schauplatz zahlreicher Festlichkeiten. Maria Theresia kaufte es 1760 um 40.000 Gulden an und stellte es der Ungarischen Garde zur Verfügung. Dies führte zu einigen Umbauten, aus dem Garten vor dem Gebäude wurde eine Reitschule, statt der Gartenmauer und der Orangerie wurden Stallungen errichtet. 1848 wurde die Ungarische Garde aufgelöst und das Palais wurde Sitz des niederösterreichischen Landesarmeekommandos. Nach dem Österreichisch-Ungarischen Ausgleich entstand 1867 neuerlich eine Ungarische Leibgarde, die im Palais ihren Hauptsitz hatte. Dabei kam es zu weiteren Umbauten. Auch nach dem Zerfall der Monarchie (1918) befand sich das Gebäude im Besitz des ungarischen Staates; es beherbergte von 1924 bis 1963 das Collegium Hungaricum. Die damalige Volksrepublik Ungarn verkaufte das Gebäude an die Republik Österreich (da sie die durch den Denkmalschutz auferlegten Renovierungen nicht finanzieren wollte) und errichtete einen Neubau in Ostblock-Plattenbaustil im 2. Wiener Bezirk in der Hollandstraße. Die Gardegasse im 7. Bezirk erinnert seit 1909 an die Ungarische Garde.
1961 erwarb die Republik Österreich das Palais für die Justizverwaltung. Dabei wurde der Abbruch erwogen, was zu heftigen Diskussionen führte. Die jüngeren Zubauten an der Museumstraße und der Lerchenfelder Straße wurden entfernt; auf dem Gelände des ehemaligen Gartens entstanden vorübergehend Fertigteilhäuser für die UNIDO. Der Teil an der Neustiftgasse wurde durch ein Bürogebäude ersetzt.
Heute befindet sich das Bundesministerium für Justiz im Palais Trautson.

## Beschreibung
Das Palais wurde mit einer reich geschmückten, dreistöckigen Fassade versehen. Steinmetzaufträge erhielt Meister Johann Georg Haresleben aus Kaisersteinbruch, der harten Kaiserstein für Portal, Balkon und die Stufen der Feststiege verwendete. Das imposante Treppenhaus leitet zum Prunksaal. Über vielen Fenstern gibt es Reliefs, die Szenen aus antiken Sagen darstellen.